# Panbeh Dar
Panbeh Dar (persiska: پَنبِه دَر, پَنبِه دِه, پنبه در) är en ort i Iran.   Den ligger i provinsen Hamadan, i den nordvästra delen av landet, 300 km sydväst om huvudstaden Teheran. Panbeh Dar ligger 1 754 meter över havet och antalet invånare är 151.
Terrängen runt Panbeh Dar är kuperad åt nordost, men åt sydväst är den bergig.Runt Panbeh Dar är det ganska tätbefolkat, med 72 invånare per kvadratkilometer. Närmaste större samhälle är Nahāvand, 15,4 km norr om Panbeh Dar. Trakten runt Panbeh Dar består till största delen av jordbruksmark.